# Langobardia Major

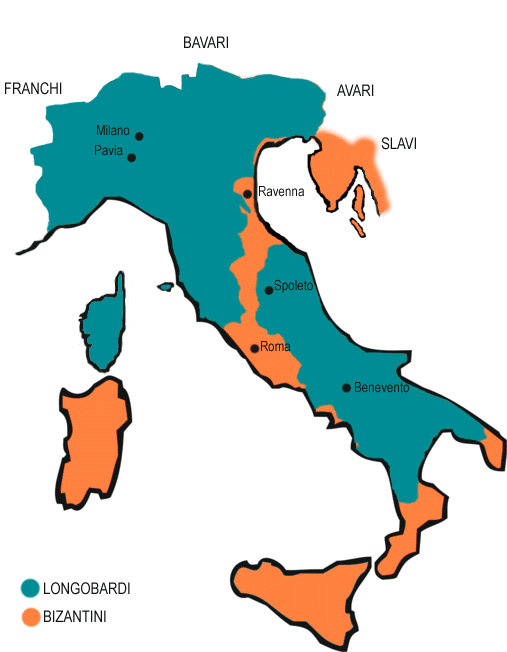
Stăpânirile longobarde în momentul morții regelui Liutprand (744)

Langobardia Major constituie numele care, în Evul Mediu timpuriu, a fost conferit stăpânirilor pe care Regatul longobard le deținea în Italia de nord. Langobardia Major cuprindea Lombardia propriu-zisă cu capitala la Pavia, ducatele de Friuli și Trento, alături de regiunea Toscanei. În sud, ea era mărginită de Statul papal (Patrimonium Sancti Petri) instaurat după Donația pepiniană din 754, întinzându-se de la Marea Tireniană la Marea Adriatică. Teritoriile longobarde situate dincolo de Statul papal purtau denumirea de Langobardia Minor și constau din ducatele de Spoleto și Benevento. 
În interiorul său, Langobardia Major era divizată în Austria în est și Neustria în apus. După ce aceste stăpâniri au fost cucerite de către Carol cel Mare ca urmare a asediului Paviei din 774, ele au devenit parte a Imperiului Carolingian. 